# Bega Tehnomet
Bega Tehnomet Timișoara este o companie producătoare de construcții metalice din România.

## Descriere
Compania produce cabluri comandă mecanică pentru autoturisme și camioane, țesături metalice din sârmă, baterii, transportatoare și distribuitoare furaje, table perforate și cărucioare pentru transportul florilor.
Compania face parte din grupul Bega
Cifra de afaceri în 2006: 7,2 milioane euro